# Kojak (2005)
Kojak ist eine US-amerikanische Fernsehserie, von der im Jahr 2005 insgesamt zehn Folgen zu je 41 Minuten im Auftrag von USA Network entstanden. Bei der in Toronto gedrehten Serie handelt es sich um eine Neuauflage von Kojak – Einsatz in Manhattan aus den 70er Jahren.
Mit Ving Rhames übernahm ein afroamerikanischer Schauspieler die Hauptrolle des New Yorker Polizisten Theo Kojak, die in der Originalserie und sieben Fernsehfilmen von Telly Savalas gespielt wurde.
In Deutschland strahlte der Bezahlsender RTL Crime die Serie ab dem 26. November 2007 aus. Ab dem 2. November 2008 lief die Serie auch im frei empfangbaren Fernsehen bei Super RTL.

## Handlung
Theo Kojak hat es zunächst mit Mordfällen zu tun, so tötet ein Serienkiller Prostituierte, indem er ihnen Rasierklingen in den Mund stopft, so dass die Opfer qualvoll an ihrem eigenen Blut ersticken. Mit einer Provokation an den Mörder kann Kojak ihn aus der Reserve locken und stellen. Dabei muss er feststellen, dass der Täter einen der Morde nicht begangen hat, sondern ein Nachahmungstäter sich seines Musters bedient hatte.
Bei der Klärung eines Überfalls auf ein Juweliergeschäft findet Kojak heraus, dass der Täter eigentlich ein Opfer ist. Denn dessen Frau wurde gekidnappt und er kann sie nur retten, wenn er diesen Überfall erfolgreich durchführt. Des Weiteren hat er eine illegale Adoption aufzuklären, nachdem ein Mann getötet wurde und muss die Schuldigen eines Überfalls auf eine Autowerkstatt finden.
Nach einer erneuten Mordserie muss Kojak einen Profikiller finden, der sein Opfer durch einen Schuss in den Hinterkopf tötet und dabei eine speziell präparierte Munition verwendet. Durch den Hinweis von einem inhaftierten Gangsterboss gelingt es Kojak den Killer in eine Falle zu locken. Er muss die zum Teil mörderischen Raubzüge dreier Jugendlicher aus dem Ghetto stoppen, ehe sie ein weiteres Opfer töten, und eine Jazzsängerin vor einem unheimlichen Stalker schützen.
In seinem letzten Fall muss Kojak den Mörder eines Grundstücksmakler finden. Ein abgebrochener Fingernagel führt ausgerechnet zur Frau seines Vorgesetzten Frank McNeil, die ein Verhältnis mit dem Mann hatte. Kojak kann nicht ausschließen, dass er den Mord aus Eifersucht in Auftrag gegeben hat. Doch es gelingt dem Polizisten am Ende den wahren Täter zu finden.

## Episodenliste
| Nr. (gesamt) | Episodentitel                     | Originaltitel         | Erstausstrahlung (RTL Crime) | Erstausstrahlung (USA Network) |
| ------------ | --------------------------------- | --------------------- | ---------------------------- | ------------------------------ |
| 1            | Der Rasierklingen-Killer – Teil 1 | Kojak (1) (Pilotfilm) | 27. November 2007            | 25. März 2005                  |
| 2            | Der Rasierklingen-Killer – Teil 2 | Kojak (2) (Pilotfilm) | 4. Dezember 2007             | 25. März 2005                  |
| 3            | Diamantenfieber                   | All That Glitters     | 10. Dezember 2007            | 3. April 2005                  |
| 4            | Adoptiert                         | East Sixties          | 18. Dezember 2007            | 10. April 2005                 |
| 5            | Väter und Söhne                   | Fathers And Sons      | 25. Dezember 2007            | 17. April 2005                 |
| 6            | Profikiller                       | Hitman                | 31. Dezember 2007            | 24. April 2005                 |
| 7            | Ghetto-Killer                     | Kind Of Blue          | 7. Januar 2008               | 1. Mai 2005                    |
| 8            | Stalker                           | Music Of The Night    | 15. Januar 2008              | 10. Mai 2005                   |
| 9            | Der Captain – Teil 1              | All Bets Off (1)      | 21. Januar 2008              | 17. Mai 2005                   |
| 10           | Der Captain – Teil 2              | All Bets Off (2)      | 29. Januar 2008              | 22. Mai 2005                   |

## Auszeichnungen
2006 wurde die Serie in drei Kategorien bei den Black Reel Awards nominiert: Ving Rhames und Roselyn Sanchez jeweils als Beste Darsteller sowie Produzentin Clara George  in der Kategorie Outstanding Television or Mini-Series Film.